# Podiceps grisegena
El somormujo cuellirrojo (Podiceps grisegena) es una especie de ave podicipediforme de la familia Podicipedidae propia de Eurasia y Norteamérica. Es un ave migratoria que cría en regiones septentrionales del Holártico, y pasa el invierno en las costas de aguas tranquilas, aunque también puede pasar el invierno en los lagos grandes. Los somormujos prefieren como lugares de cría las masas de aguas someras de lagos de agua dulce con vegetación circundante densa.
El somormujo cuellirrojo en invierno tiene un plumaje discreto, grisáceo oscuro en las partes superiores y blanco en las inferiores. En la época de cría adquiere su distintivo cuello rojizo, al que debe el nombre común, el píleo negruzco que desciende hasta los ojos y mejillas grises blanquecinas. 
Es fundamentalmente silencioso, especialmente en invierno, aunque su voz asemeja a gruñidos. Están adaptados a la vida acuática y el buceo, y suelen escapar más sumergiéndose que volando. Se alimentan de peces, crustáceos e insectos. Durante la época de cría despliega un elaborado cortejo y emite una gran variedad de llamadas de apareamiento. Una vez emparejado construye su nido sobre la vegetación flotante de lagos y pantanos.

## Descripción
El somormujo cuellirrojo es un somormujo de tamaño medio grande. Es más pequeño que el somormujo lavanco de Eurasia, y que los archichiliques occidental y de Clark de Norteamérica. Los adultos de la subespecie nominal europea miden entre 40 y 50 cm de largo, con una envergadura alar de 77–85 cm, y pesa entre 692 y 925 g. Su plumaje reproductivo consta de un píleo que se extiende hasta debajo del ojo, mejillas y garganta de color gris claro, cuello castaño rojizo, espalda y flancos de color gris oscuro y partes inferiores blancas. Sus ojos son de color castaño oscuro y tienen un pico largo y puntiagudo, negruzco con los laterales de la base amarillos.

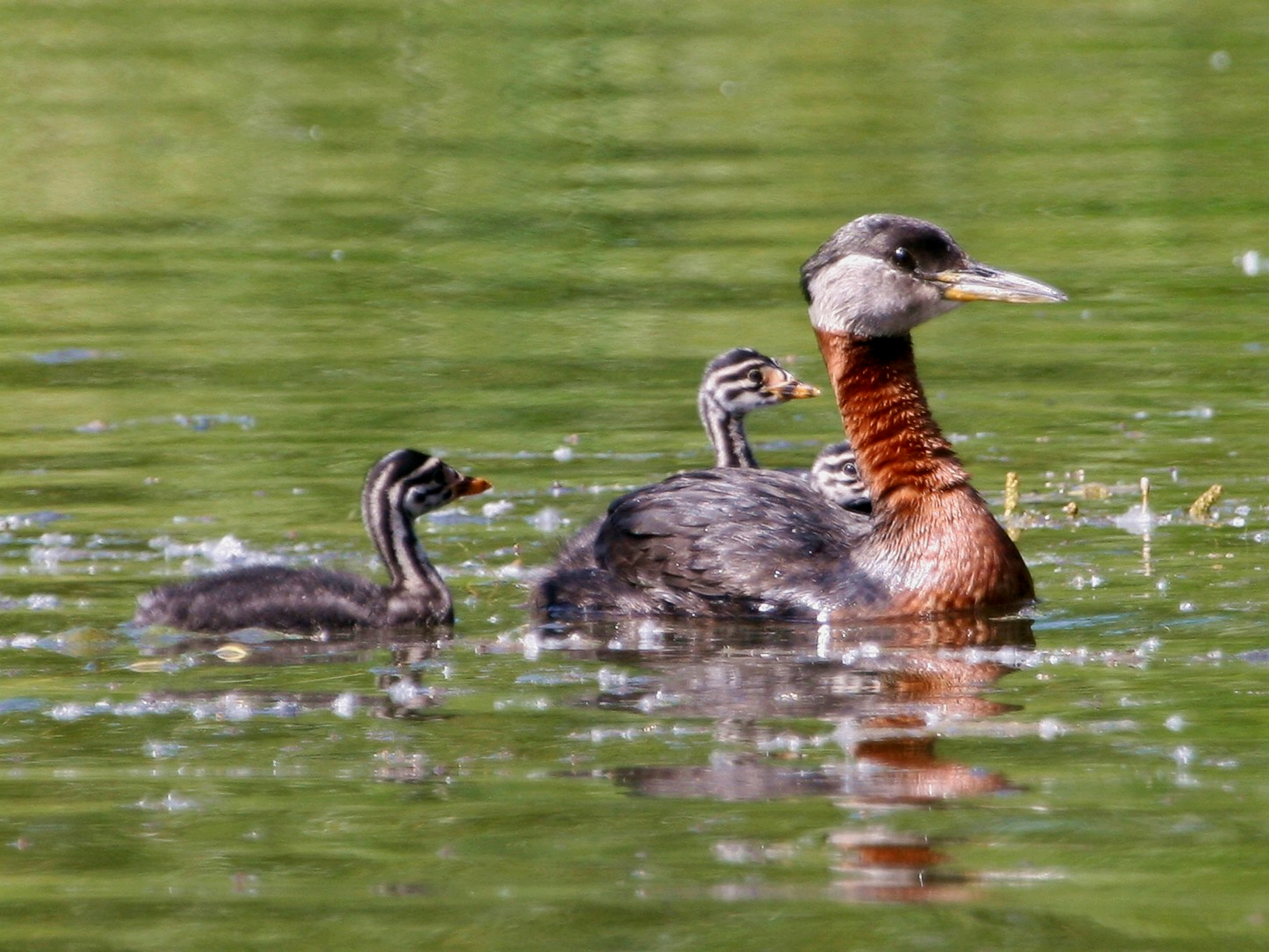
Adulto de la subespecie americana, P. g. holbollii, con sus crías.

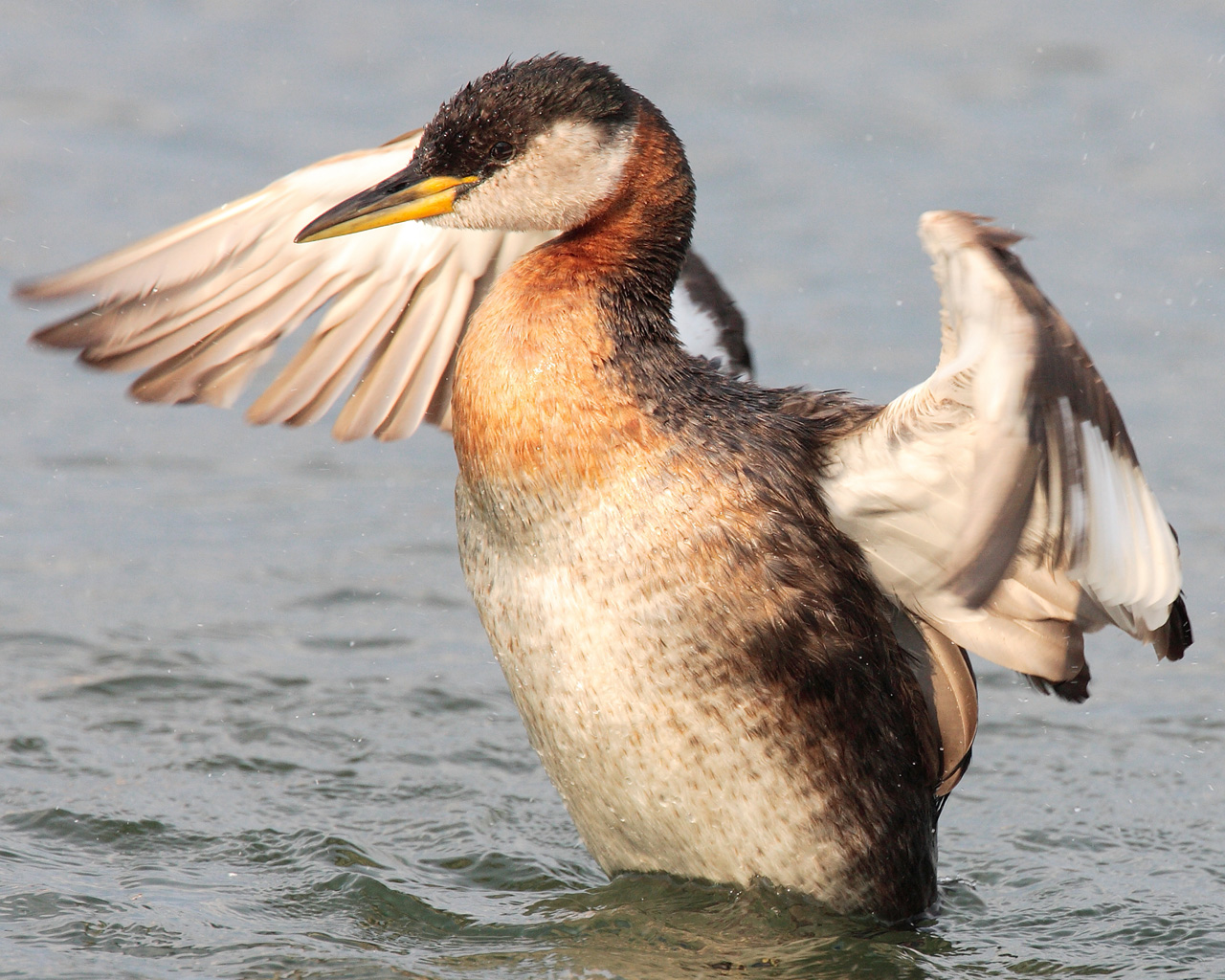
En invierno pasan a ser de tonos negruzcos y blancos. Ejemplar en plena muda, perdiendo el rojizo del cuello.

El plumaje de invierno del somormujo cuellirrojo es más oscuro que el de otros somormujos, es grisáceo oscuro en las partes superiores y blanco en las inferiores. La parte superior de su cabeza de color gris oscuro está menos definida y contrasta con el resto de su rostro gris, sobre todo con la media luna clara de la parte posterior de la cabeza. Ambos sexos tienen un aspecto similar, aunque los machos suelen ser más robustos. Los pollos tienen la cabeza y el pecho listados, y los juveniles tienen listas en el rostro, el píleo negro difuso, el cuello rojizo claro y mayor zona amarilla en el pico.
Aunque el somormujo cuellirrojo es inconfundible con su plumaje reproductivo, en invierno puede confundirse con otras especies similares. Es más grande que el zampullín cuellirrojo, con un pico más largo, y su cara es más gris que blanca. En tamaño está próximo al somormujo lavanco, pero este último tiene el cuello más largo, y tiene un patrón de color de la cabeza más contrastado, y siempre tiene una zona blanca por encima del ojo.
La subespecie P. g. holbollii es más grande que la subespecie nominal, con sus 43–56 cm de largo, su envergadura alar de 61–88 cm, y su peso de 750–1600 g. Su plumaje es el igual que el de la nominal, pero en el pico de sus adultos la zona amarilla se extiende por el lateral casi hasta la punta. La diferencia entre sexos es más acusada en esta subespecie que en P. g. grisegena.
Los somormujos cuellirrojos vuelan con su cuello estirado y las patas colgando de la parte trasera, lo que le da un aspecto desgarbado. Bate muy rápido sus alas relativamente pequeñas, que son grises con las plumas secundarias blancas. Su pequeña superficie alar le hace incapaz de despegar desde tierra, y necesita una larga carrera por la superficie del agua para impulsarse antes de despegar. Como todos sus parientes, el somormujo de cuellirrojo es un excelente nadador. Usa sus patas para impulsarse bajo el agua y también para cambiar de dirección, puesto que su cola es demasiado corta para ello.
Durante la época de cría es uno de los somormujos más ruidosos, pero como los demás es muy silencioso el resto del año. Emite llamadas altas y ululantes de tipo uooooh, realizados en solitario o en pareja, por la noche y durante el día, normalmente realizados estando a cubierto. Emiten largas secuencias de hasta 60 notas consecutivas en sus disputas territoriales sonoras con rivales. Además emiten una gran variedad de graznidos, chasquidos, siseos y repiqueteos, con gran variación individual.

## Taxonomía
Los somormujos y zambullidores son aves acuáticas de tamaño grande y mediano, con patas con dedos lobulados, más que palmeadas. Podiceps con sus nueve especies es el más extendido de sus diversos géneros. El pariente más cercano del somormujo cuellirrojo es el somormujo lavanco, de Eurasia. Posiblemente el somormujo cuellirrojo evolucionara originalmente en Norteamérica y posteriormente se extendiera a Eurasia, donde un cambio de su dieta para incluir más insectos ayudó a reducir la competencia con su pariente más piscívoro. Se han encontrado fósiles de la especie en Italia procedentes del Pleistoceno medio.

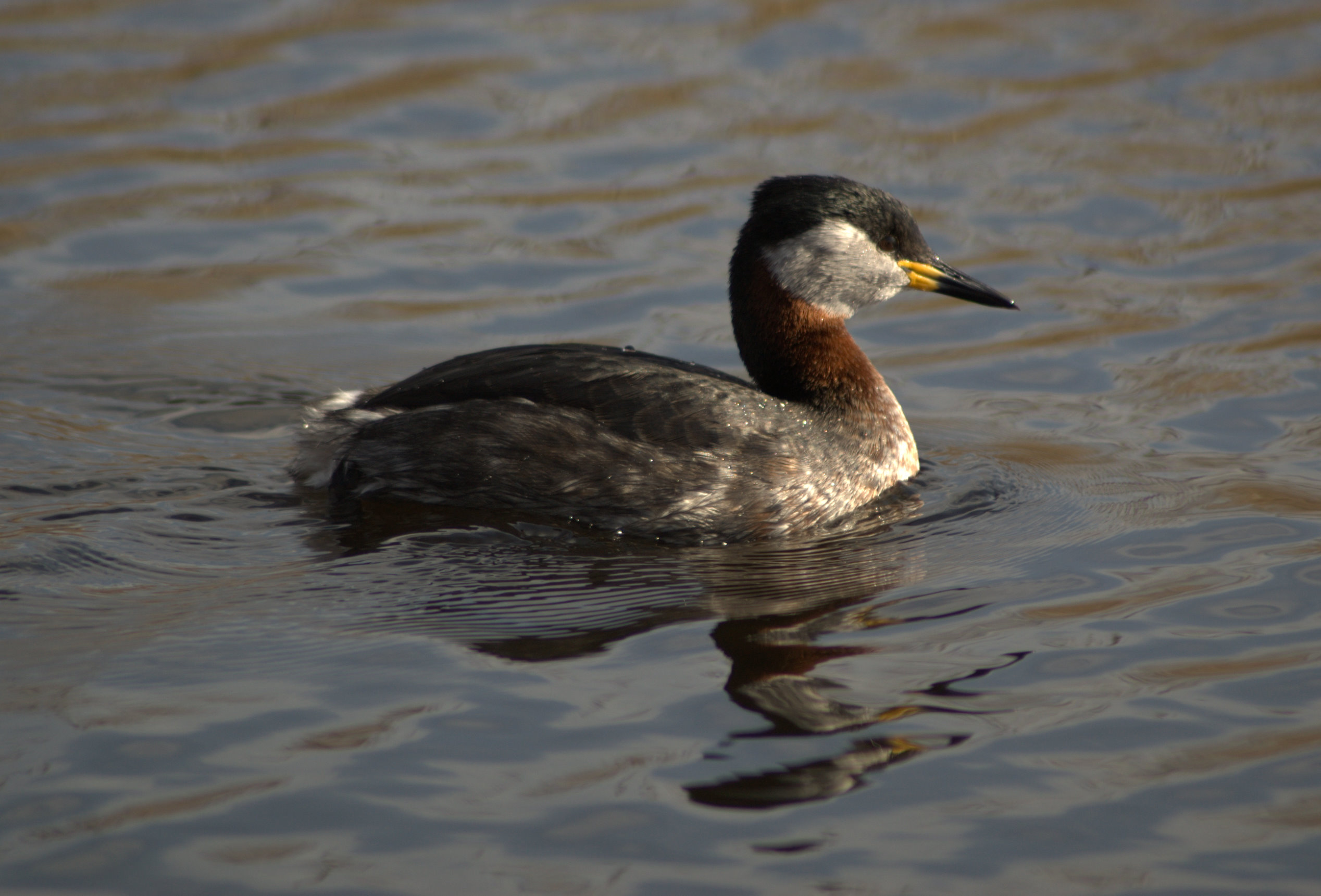
Ejemplar de P. g. grisegena en Dinamarca.

El somormujo cuellirrojo fue descrito científicamente por Pieter Boddaert en 1783, con el nombre de «colymbus grisegena». Posteriormente fue trasladado al género Podiceps, creado por John Latham en 1787, aunque estaba clasificado, como el resto de su familia, junto los colimbos en Colymbiformes. Hasta el siglo XX no se separaron los somormujos y zampullines en su propio orden, Podicipediformes. 
Se reconocen dos subespecies de somormujo cuellirrojo:
- P. g. grisegena - subespecie nominal presente en Europa y Asia occidental;
- P. g. holbollii - de Norteamérica y Siberia oriental. La forma de Asia oriental tienen el pico algo más pequeño que la americana.[8]

La etimología tanto del nombre de su género como el de su especie es latina. Podiceps procede de la combinación de las palabras podicis que significa «ano» y pes que significa «pie», que hace referencia a que sus patas se unen al cuerpo en su extremo posterior. Su nombre específico, grisegena, combina las palabras griseus «gris» y gena «mejilla», en alusión al patrón facial de los adultos en época nupcial.

## Distribución y hábitat
Se reproduce en lagunas de aguas dulces someras, bahías de grandes lagos, pantanos y demás masas de agua interior, frecuentemente de menos de tres hectáreas de extensión y unos dos metros de profundidad. El somormujo cuellirrojo prefiere aguas de zonas forestales o más al norte la tundra arbustiva, con abundante vegetación emergente, como los juncos y carrizos. Su hábitat óptimo es una charca con abundante comida que cumpla los requerimientos mencionados. La subespecie americana está menos ligada a lugares con vegetación acuática densa, y puede criar en lagos bastante despejados. Son raros en los embalses y lagos profundos.

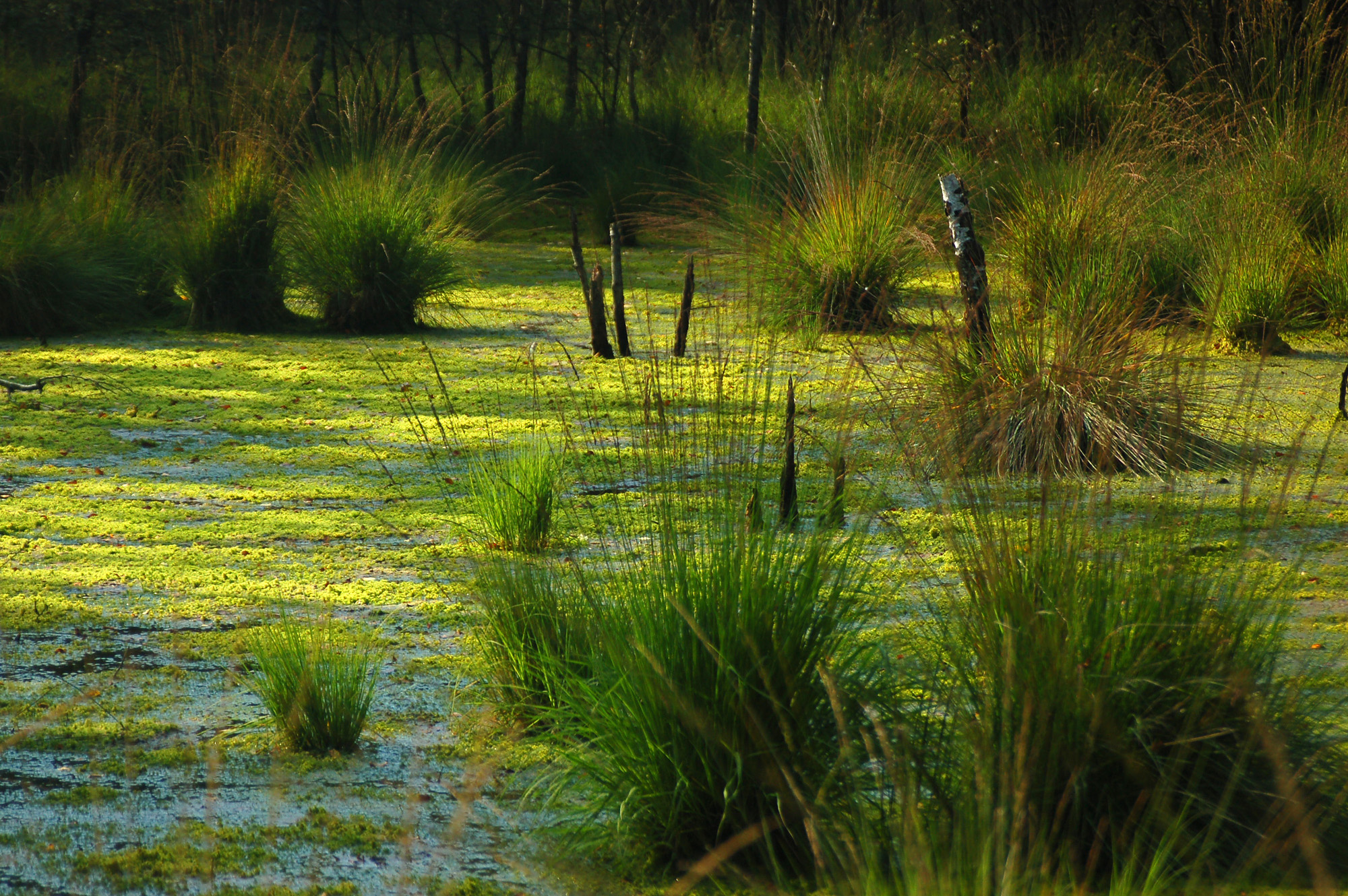
Su hábitat reproductivo preferido el léntico con vegetación emergente.

Todas sus poblaciones son migratorias y pasan el invierno principalmente en el mar, generalmente en estuarios y bahías abrigadas, pero a veces también se adentran mar adentro, donde los peces se encuentren cerca de la superficie como en las islas y zonas poco profundas. Los hábitats de paso e invernada preferidos son los que tienen aguas de menos de 15 m de profundidad con fondos de grava o arena, rocas diseminadas y zonas de algas. Durante el invierno se alimentan en solitario y raramente se congregan en bandadas, pero durante la migración se agrupan en bandadas de más de 2000 individuos en las paradas de escala preferidos. La migración generalmente se produce durante la noche, aunque también pueden desplazarse por el día, especialmente cuando lo hacen sobre el agua. Particularmente llamativo es cuando en otoño atraviesan los Grandes Lagos y pasan hasta 18.000 individuos por Whitefish Point en el Lago Superior. Se cree que estas bandadas están compuestas por aves que crían en Canadá y se dirigen al océano Atlántico para pasar el invierno. Está rota oriental es más larga que la que se dirige al Pacífico, pero evitan las montañas Rocosas.

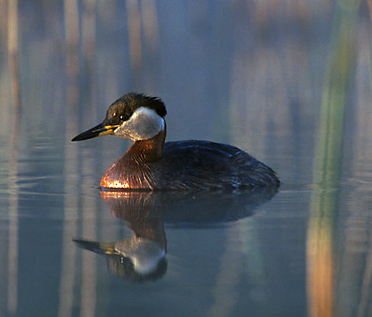
Suelen criar en el interior y migrar a la costa en invierno.

Su área de cría solapa con la del zampullín cuellirrojo, aunque esta especie tiende a ser desplazada de los lugares aptos para ambos. El somormujo cuellirrojo prefiere los climas templados de interior, y tienen menos éxito reproductivo cerca de la costa y las zonas de subárticas y cálidas. Por lo general son aves de tierras bajas que crían por debajo de los 100 metros de altitud, pero pueden anidar hasta los 1800 m en Turquía.
La subespecie nominal cría desde Dinamarca y el sur de Suecia, por toda Europa oriental hasta Siberia occidental, y pasa el invierno en el mar del Norte y el Báltico, y en menor contidad en el Adriático y otras zonas del Mediterráneo, el mar Negro, y el Caspio o en lagos interiores. La subespecie P. g. holbollii cría en Norteamérica, en Alaska, Canadá occidental y central, y el norte de Estados Unidos al este de Minnesota. En Asia anda en Siberia oriental, desde la Kamchatka y el sur de Hokkaido al oeste de Mongolia. Las poblaciones del este de Asia pasan el invierno de Japón al mar de China Oriental, mientras que las poblaciones americanas pasan el invierno en el Pacífico, principalmente del sur de Alaska a la Columbia Británica (aunque algunos llegan a California), y también en el Atlántico, desde Terranova y Labrador a Florida. Algunos somormujos se quedan en los Grandes Lagos si no se congelan del todo. Como divagantes invernales algunos llegan a Afganistán, Pakistán y algunas zonas del norte y oeste de la India. and parts of northern and western India.

## Comportamiento

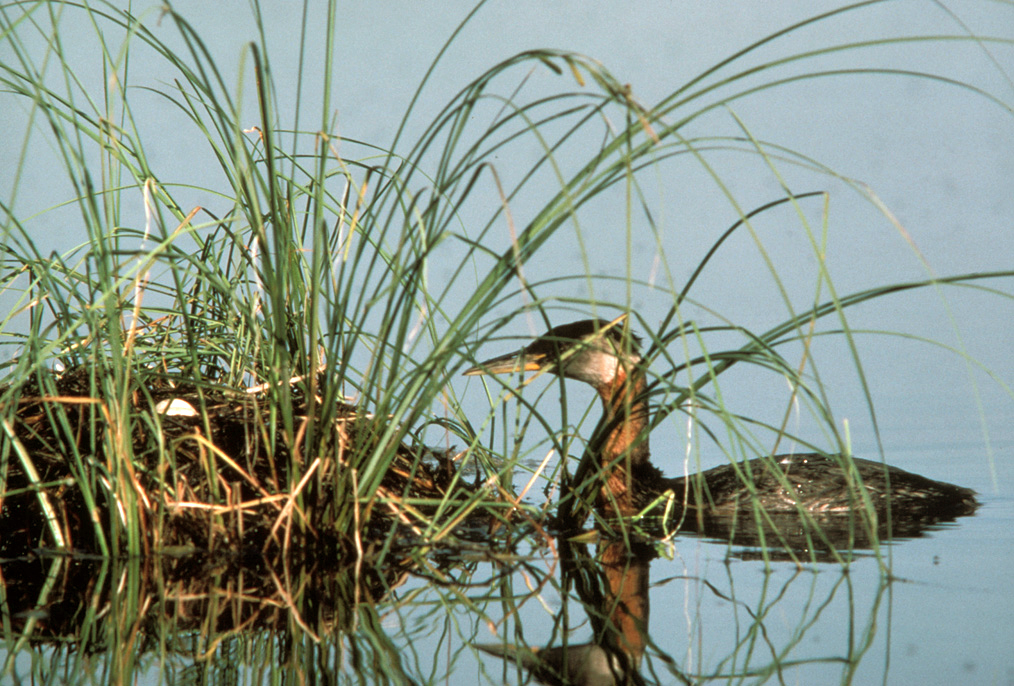
Ejemplar junto a su nido.

### Alimentación
En sus cuarteles de cría los somormujos cuellirrojos se alimentan principalmente de invertebrados, entre los que se incluyen los adultos y las larvas de insectos acuáticos, como coleóperos acuáticos y larvas de libélula, crustáceos y moluscos. Los crustáceos constituyen hasta el 20% de su dieta. Los peces (como los capellanes) pueden resultar importantes local o estacionalmente, especialmente para la subespecie norteamericana. Los individuos que crían en la costa con frecuencia vuelan hasta los lagos interiores o zonas lejos de la costa para alimentarse.
Atrapan sus presas acuáticas buceado o nadando por la superficie con la cabeza sumergida, o atrapan los insectos terrestres picoteando entre la vegetación. Las poblaciones que crían en Europa que tienen que competir con el somormujo lavanco por los peces, consumen mayor proporción de invertebrados que las de la subespecie americana, aunque en invierno ambas se alimentan principalmente de peces. Los individuos de la subespecie nominal que crían en la zona más septentrional, Finlandia y Rusia, que están fuera del área de distribución del somormujo lavanco, tienen picos más largos y finos (como sus parientes americanos) y finos que los individuos del sur, porque también consumen mayor proporción de peces donde su principal competidor está ausente. Si la comida escasea los padres abandonan las nidadas tanto de huevos como de polluelos pequeños.
Como los demás somormujos, los somormujos cuellirrojos ingieren gran cantidad de sus propias plumas, que permanecen en el estómago del ave. Los adultos no solo se tragan sus plumas, principalmente durante su acicalado, sino que también se las dan a sus pollos, incluso el mismo día de la eclosión. Estas plumas se deshacen en una masa amorfa parecida al fieltro. Se desconoce la función de estas plumas en el estómago de estas plumas, aunque se ha sugerido que pueden proteger su tracto intestinal inferior de las raspas y otras materias que no pueden digerirse.

### Reproducción

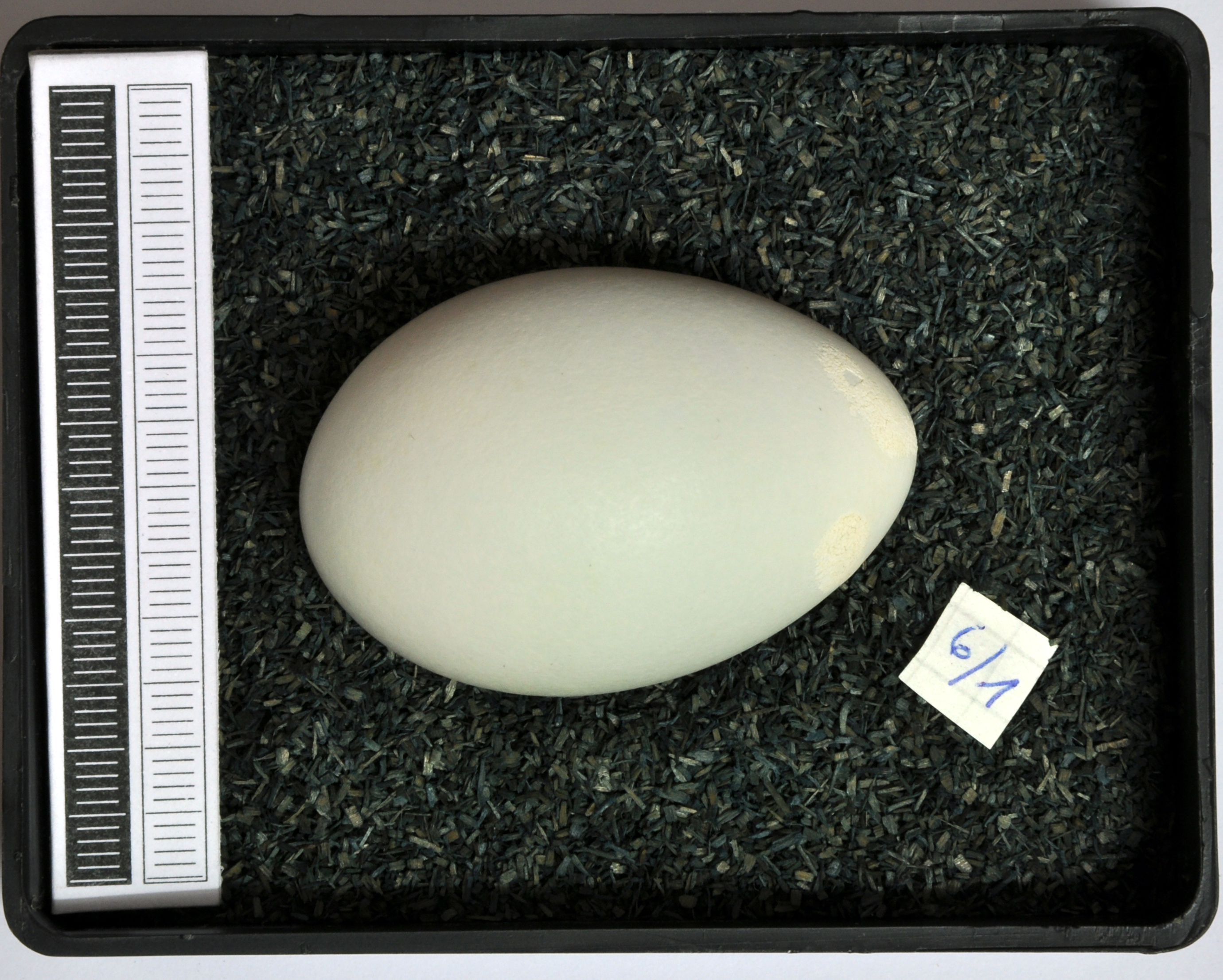
Huevo en la colección del museo Wiesbaden.

Las parejas de somormujo cuellirrojo generalmente anidan en solitario, a más de 50 metros de los nidos vecinos, aunque pueden realizar anidamientos semicoloniales en lugares apropiados, en los que hasta 20 parejas defienden una franja de territorio lineal. La cría semicolonial es más probable en los lugares óptimos, como las grandes alfombras de vegetación flotante sin conexión con la orilla. Tales lugares a salvo de los depredadores, lo suficientemente grandes para proporcionar protección contra el oleaje y el viento, tienen los anidamientos de somormujos más cercanos, de menos de 10 metros entre ellos. Las parejas que anidan en estas colonias realizan las puestas de huevos más numerosas, eclosionan antes y por lo tanto sus crías crecen más. Defienden su territorio con varios tipos de exhibiciones de amenaza, como desplegando las alas, encorvándose, gestos con pico; las parejas de las colonias son más agresivas, dejan con menos frecuencia el nido sin vigilancia y tienen más tendencia a desplazarse fuera de la vista de la colonia cuando no están incubando. Suelen anidar en estrecha asociación con algunas gaviotas y otras aves acuáticas coloniales.

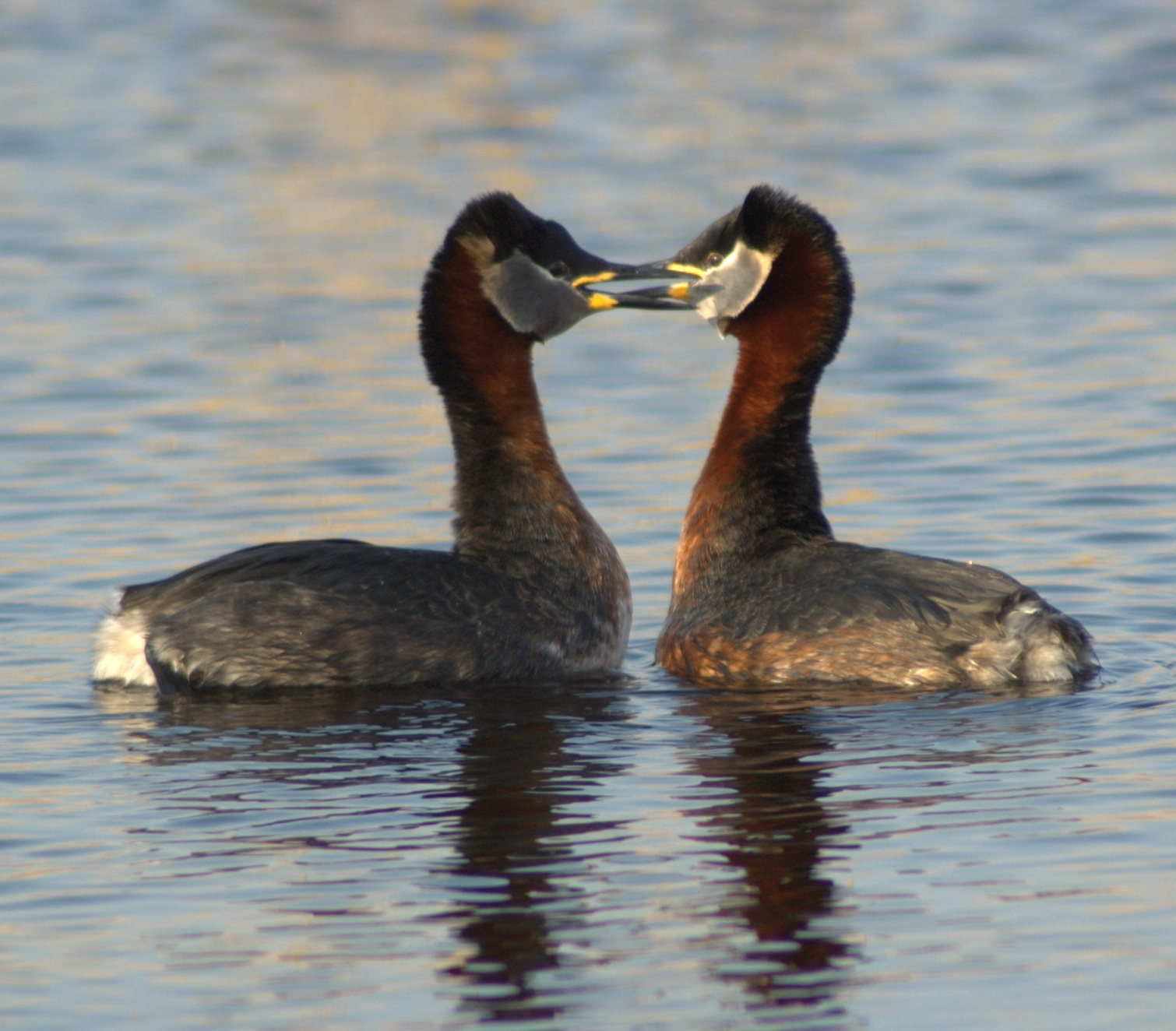
Pareja durante el cortejo.

Las parejas monógamas se forman entre abril y mayo, durante la migración o al llegar a la zona de cría, mediante un cortejo muy ruidoso. Su compleja exhibición de cortejo incluye movimientos de la cabeza y reverencias con el cuello, carreras en paralelo en posición erguida y ofrandas mutuas de algas, y termina con una con una danza en la que ambos se alzan y se sostienen mutuamente pecho contra pecho.
Como los demás somormujos, el somormujo cuellirrojo anida junto al agua para poder tener una vía de escape rápido, ya que la posición trasera de sus patas impide los movimientos ágiles y rápidos en tierra. Suele criar más adentrado en los lechos de juncos que otros somormujos. Su nido es una plataforma flotante de materia vegetal anclada a la vegetación emergente o semisumergida, con una concavidad central para acoger a los huevos, situado a profundidades de entre 0,5 y 0,75 m, con la mayor parte del nido por debajo de la línea de flotación. La puesta de huevos se produce principalmente entre mediados de abril y mayo en Europa, y un poco más tarde, de mediados de mayo a junio, en Norteamérica.

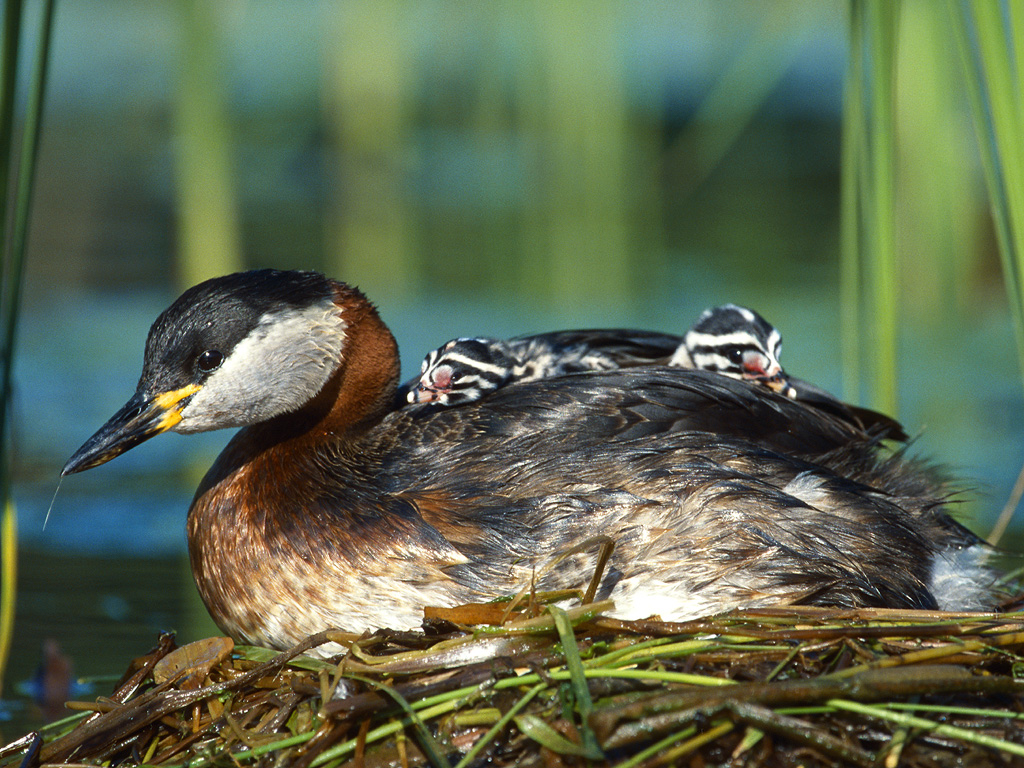
Los adultos suelen acarrear en la espalda a sus crías pequeñas.

Los somormujos cuellirrojos suelen poner cuatro o cinco huevos (aunque su intervalo máximo es de uno a nueve), de color blanco o azul claro. Su tamaño medio es de 3,4 cm de ancho y 5,1 cm de largo, y su peso de unos 30,5 g, de los cuales el 10% corresponde a la cáscara. Los progenitores se turnan en la incubación de los huevos, que dura 21–33 días. Suelen dejar el nido por la noche durante periodos considerables, posiblemente para eludir a los depredadores nocturnos. No está claro si para autoprotegerse o proteger a los huevos distrayendo la atención sobre ellos. La nidada no parece sufrir por estos abandonos temporales, sea cual sea su razón. Los polluelos eclosionan cubiertos de plumón y son precoces; enseguida se suben a la espalda de sus progenitores, donde pasan la mayor parte del tiempo hasta que cumplen los 10–17 días. Los pollos son alimentados por sus padres hasta 54 días después de que hayan emplumado, y pueden volar a los 50–70 días. Tras haberlos cuidado durante mucho tiempo los adultos empiezan a atacar a sus hijos juveniles. Esto ajusta la supervivencia tras el desarrollo de los pollos y los impulsa a independizarse. Las nidadas pueden dividirse, de forma que cada progenitor solo alimenta a una parte de los polluelos. Esto reparte equitativamente la demanda de alimentos entre ambos progenitores.
Tras la reproducción los adultos mudan el plumaje, quedando temporalmente sin capacidad de vuelo. La migración comienza en cuanto les vuelven a crecer las plumas de vuelo. Los somormujos cuellirrojos normalmente realizan una sola nidada, aunque pueden realizar una segunda si pierden la primera, prolongando el periodo de anidamiento hasta julio o agosto.
Los huevos y los polluelos pueden ser atacados por una gran variedad de depredadores, como los mapaches en Norteamérica o las cornejas en Europa. Los lucios pueden capturar a los pollos cuando nadan. De media por cada adulto sobreviven 0,65 pollos a los cuatro meses. Los somormujos cuellirrojos suelen eludir a las rapaces buceando; cuando se alimentan suelen estar sumergidos menos de 30 segundos de media, pero cuando están escapando prolongan más su permanencia bajo el agua.